# Scartelaos
A Scartelaos a csontos halak (Osteichthyes) főosztályának a sugarasúszójú halak (Actinopterygii) osztályába, ezen belül a sügéralakúak (Perciformes) rendjébe, a gébfélék (Gobiidae) családjába és az iszapugró gébek (Oxudercinae) alcsaládjába tartozó nem.

## Előfordulásuk
A Scartelaos-fajok az Indiai- és a Csendes-óceánokba ömlő folyók alsó szakaszainak az árapálytérségében, valamint a tengerpartokat borító mangroveerdőkben fordulnak elő. Sokuk elterjedése igen nagy, de a Scartelaos cantoris kizárólag az Andamán- és Nikobár-szigeteken lelhető fel.

## Megjelenésük
E halak mérete fajtól függően változó, azonban az átlag hossz 11,9-17,2 centiméter között van. A Scartelaos histophorus kivételével, a többi hal alsó állkapcsán nincsen tapogatószál. A halak színezete és foltozottsága is fajtól függően különböző.

## Életmódjuk
Trópusi és szubtrópusi halfajok, amelyek a sós- és brakkvizeket kedvelik. Az oxigént képesek, egyenesen a levegőből kivenni, azzal a feltétellel, ha nedvesek a kopoltyúik és a bőrük. A víz alá is lemerülhetnek. Az iszapos és homokos árapálytérségeket, valamint a mocsaras folyótorkolatokat választják élőhelyül. Táplálékuk algákból és gerinctelenekből áll.

## Felhasználásuk
Ezeknek az iszapugró gébeknek nincsen, vagy csak alig van halászati értékük.

## Rendszerezés
A nembe az alábbi 4 faj tartozik:
- Scartelaos cantoris (Day, 1871)
- Scartelaos gigas Chu & Wu, 1963
- Scartelaos histophorus (Valenciennes, 1837) - típusfaj
- Scartelaos tenuis (Day, 1876)